# Samuel Newton
Samuel Robert Newton (* 23. November 1881 in Drummondville; † 11. Oktober 1944 in Sherbrooke) war ein kanadischer Sportschütze.

## Erfolge
Samuel Newton nahm an den Olympischen Spielen 1924 in Paris im Trap teil. Im Mannschaftswettbewerb belegte er mit der kanadischen Mannschaft hinter den Vereinigten Staaten und vor Finnland den zweiten Platz. Mit insgesamt 360 Punkten war die Mannschaft, die neben Newton noch aus George Beattie, James Montgomery, Samuel Vance, John Black und William Barnes bestand, gleichauf mit den Finnen, besiegte diese aber in einem abschließenden Stechen und gewann damit die Silbermedaille. Newton war mit 73 Punkten der schwächste Schütze der Mannschaft, sodass seine Punktzahl nicht in die Gesamtwertung einging.
Newton schloss im Jahr 1903 ein Masterstudium der Ingenieurwissenschaften an der McGill University ab. Sein Berufsleben verbrachte er bei Ingersoll Rand, wo er zunächst als Konstrukteur anfing und bis 1934 zum Vizepräsidenten aufstieg.  Er war zehn Jahre im Stadtrat von Sherbrooke.